# Boyden (Iowa)
Pour les articles homonymes, voir Boyden.
Boyden est une ville du comté de Sioux, en Iowa, aux États-Unis. Elle est  incorporée le 24 mai 1889.

## Source de la traduction
- (en) Cet article est partiellement ou en totalité issu de l’article de Wikipédia en anglais intitulé « Boyden, Iowa » (voir la liste des auteurs).